# 雑居時代
『雑居時代』（ざっきょじだい）は、1973年10月3日 - 1974年3月27日に日本テレビ系列で放送された全26話のホームドラマ（テレビ映画）。石立鉄男&ユニオン映画シリーズの第4作に当たり、第1作『おひかえあそばせ』のセルフリメイクになる。

## あらすじ
外交官・大場鉄也は、アフリカのケニンゴ（架空の国）へ赴任するにあたって、家屋を友人の栗山に格安で譲った。中年のサラリーマン・栗山は男やもめで、子供は娘ばかり5人という、完全な女性上位の家庭。
そこに、大場の一人息子で、勘当されているカメラマンの十一が同居することに。仕方なく女5人との共同生活となる。姉妹は、無神経で口の悪い長女・春子、しっかりものの次女・夏代、男勝りの三女・秋枝、いまいち大人になりきれない四女・冬子、おませな末っ子の阿万里（あまり）。
阿万里は十一になついているが、上の姉妹とは何かともめごとが絶えない。特に夏代と十一は、顔を合わせるたびにいがみ合ってばかりだが、そんな中でいつしかお互いを意識するようになり……。

## 配役

### レギュラー
大場十一（おおば じゅういち）／石立鉄男
貧乏カメラマン。皆からは名前の「じゅういち」をトランプの11（ジャック）に見立てて「（フーテン）ジャック」と呼ばれる。名前の由来は11月11日生まれだったことから。「フーテン ジャック」は、日本発祥のトランプ遊戯法のツーテンジャックのもじり。
いい加減で粗野な性格のように見えるが、根は一本気で心優しい。
栗山 信／大坂志郎
父親。繊維会社に勤めるサラリーマン。真面目で気の弱い性格ゆえに、家では姉妹に押し捲られる。十一の人柄を理解する数少ない一人。
十一のことを「十一くん」と呼ぶ。
趣味は尺八。
栗山春子／富士真奈美
長女。夏代や冬子からは「姉さん」、秋枝からは「春姉貴」、阿万里からは「春姉ちゃん」と呼ばれている。
仕事は看護婦。ケチで自己中心的、その上かなりのヒステリー。極度の近眼でしょっちゅう人を間違えたり物にぶち当たっている（十一を青木と間違えたり、病院で面会したときは夏代を見つけられなかったことがある）。
青木という婚約者がいるにもかかわらず、吉永という外科の医師に恋心を抱く。
栗山夏代／大原麗子
次女。愛称は「姉御」。春子からは「なっちゃん」、秋枝からは「姉御」、冬子や阿万里からは「夏姉ちゃん」と呼ばれている。
十一からは「スケバンの姉御」と呼ばれていたことがある。
文字通り姉妹のボス的存在で、栗山家の家事一切を取り仕切っている。しっかり者で気が強いが、詩作もするロマンチスト。
驚くとき「えーっ？」という声を発する（普通の場合と甲高い場合がある）。
十一とはことあるごとにケンカするが……。
栗山秋枝／川口晶
三女。姉御（夏代）や春子からは「秋ちゃん」、阿万里からは「秋姉ちゃん」と呼ばれている。
十一からは「チャンバラのお姉ちゃん」と呼ばれていたことがあった。
ボーイッシュで活動的。居合い抜きの達人であり、なにかと真剣を振り回す（大根、花、木の枝、コケシの頭まで斬る）。空手、柔道も得意。
立腹すると食欲がわく体質。
指輪のセールスをしていたが、サバサバした性格が気に入られ、喫茶店の雇われママになる。
姉妹間での話に阿万里が出しゃばると「チビは黙ってな！」とツッコミを入れる。
栗山冬子／山口いづみ
四女。愛称は「フーコ」。春子からは「冬ちゃん」、阿万里からは「フーコ姉ちゃん」、姉御（夏代）と秋枝からは「フーコ」と呼ばれる。
気ままな大学生。勉強より遊びが優先で、いつも親友の秀子とつるんでいる。
大人びた態度をとることもあるが、恋に憧れたり、すぐに泣きべそをかいたりと基本的には幼い性格。
就寝中に布団を直してあげようとした十一を変態だと誤解して大騒ぎしたことがある。
冬子を演じた山口いづみは、このドラマの主題歌も歌っている。
栗山阿万里／杉田かおる
五女。愛称は「マリ」（本名で呼ばれることもある）。おませで小悪魔的な小学生。栗山家の姉妹のなかで、唯ひとり十一と気が合う。
十一と交流していくにつれて、十一に対して少し厳しくなる。
十一がカラコルムに行くことになったとき、十一の部屋に閉じこもりしばらく出てこなかったことがある。
実は、信の実子ではなく、他の4人とは異父姉妹。
稲葉勇作／川崎敬三
山岳専門のカメラマンで十一の師匠。一流の腕を持ちながら金や名声にはまるで欲がなく、いつも山にうつつを抜かしている。
非常に呑気な性格で、なおかつ優柔不断。十一（じゅういち）のことを「といち」と呼んでいつも怒られる。夏代に想いを寄せるが……。
池田玄也／山本紀彦
十一の大学山岳部時代の後輩。小さなタレント事務所“池プロ”を経営しており、十一に写真のモデルを斡旋する。人が良く、いつも損するタイプ。後の『池中玄太80キロ』の名前のヒント。
秀子／浅野真弓
冬子の親友。愛称は「デコ」。言うことは大胆だが、実は臆病。女優になるのが夢。大学の女子寮に住んでいる。
青木誉／山田吾一
春子の婚約者。毒薬の研究所に勤める気弱なサラリーマン。春子のワガママぶりにいつも翻弄される。
神谷編集長／二見忠男
稲葉の作品を扱う雑誌社の編集長。十一に頭が薄いことをよくネタにされる。

### ゲスト
大場鉄也／山形勲
十一の父。外交官。信の古くからの友人。十年前に十一を勘当した。第1話でケニンゴに旅立つ。
大場邦子／加藤治子
十一の母。十一のことをいつも心配している。第1話で鉄也と共に旅立つ。
吉永政人／岡田真澄
春子が憧れる病院の外科部長。ハンサムで妻子持ち。春子のことを「栗田君」と間違って呼ぶ。
久保／天草四郎
喫茶店「シャングリラ」のオーナー。関西弁。秋枝の雇い主。
孝夫／小沢直平
喫茶店「シャングリラ」のボーイ。「コウちゃん」と呼ばれる。
杉村／津村秀祐
玄也が経営するタレント事務所の社員。どこか飄々としており、とらえどころがない。
林／森下哲夫
夏代の詩作仲間。
小学校の教師／西尾徳、青野武
阿万里の通う小学校の教師。第8話に登場。
- 西尾徳は西尾得と表記されている。

小寺／犬塚弘
信の元部下（現在は自営）。

## 主題歌
- 『そよ風のように』 歌：山口いづみ／作詞：なかにし礼／作曲：大野雄二　※シングルとしてはリリースされず、1999年にバップから発売されたCD『コメディードラマ・ソングブック』にテレビサイズが収録されている[1]。

## スタッフ
- 企画 : 小坂敬（日本テレビ）
- プロデューサー : 吉川アキラ（日本テレビ）、上野徹（ユニオン映画）
- 原案：葉村彰子
- 脚本 : 植木昌一郎、松木ひろし、千野皓司、窪田篤人
- プロデューサー補：山本剛正（ユニオン映画）
- 音楽：大野雄二
- 撮影 : 岩佐一泉
- 照明 : 藤林甲
- 美術 : 佐谷晃能（東京テレビアート）
- 録音 : 片桐登司美
- 編集 : 西島豊
- 助監督 : 荒木功（ユニオン映画）
- 色彩計測 : 東原三郎
- 記録 : 中尾寿美子
- タイトル : 土屋昭雄、豊島弘尚
- 現像所 : 東洋現像所
- 衣裳 : 東京衣裳
- 美術 : 東京テレビアート
- 装飾 : 高津装飾
- アフレコ・ダビング・ネガ録音（リレコーディング） : 映広音響
- 協力 : キャラバン
- 選曲 : 鈴木清司
- 監督 : 千野皓司、平山晃生、手銭弘喜、小山幹夫
- 製作 : ユニオン映画

## 放送リスト
| 話数 | 放映日         | サブタイトル                  | 脚本                | 監督     | ゲスト                                                |
| ---- | -------------- | ----------------------------- | ------------------- | -------- | ----------------------------------------------------- |
| 1    | 1973年 10月3日 | 自分の家に下宿する男          | 松木ひろし          | 千野皓司 |                                                       |
| 2    | 10月10日       | ビフテキにはトイレを          | 松木ひろし          | 千野皓司 | 岡田眞澄、牧野和子、八代駿                            |
| 3    | 10月17日       | 生けにえの引越し              | 松木ひろし          | 平山晃生 | 天草四郎、楠トシエ、北村総一郎、 赤塚真人、田村勝彦   |
| 4    | 10月24日       | マダム事始め                  | 松木ひろし          | 平山晃生 | 天草四郎、楠トシエ、森下哲夫                          |
| 5    | 10月31日       | フーテンジャックは なぜ泣くの | 松木ひろし          | 千野皓司 | 山形勲、加藤治子、岡田眞澄、 和田文夫、阿部寿美子     |
| 6    | 11月7日        | 青春は冒険の季節              | 松木ひろし          | 千野皓司 | 楠トシエ、阿部寿美子、 北村総一郎、東光生             |
| 7    | 11月14日       | 夏代の家出!                   | 松木ひろし          | 平山晃生 | 小林トシ江、山田禅二                                  |
| 8    | 11月21日       | 親父だけが知っている          | 松木ひろし          | 平山晃生 | 犬塚弘、西尾徳、青野武、 田所陽子、有沢正子           |
| 9    | 11月28日       | お母さん                      | 松木ひろし          | 千野皓司 | 犬塚弘、天草四郎、黒沢秀子                            |
| 10   | 12月5日        | 任侠くノ一                    | 松木ひろし          | 千野皓司 | 矢代圭、木島新一、野村けい子、 田所陽子、山田禅二     |
| 11   | 12月12日       | 愛に充ちた家庭とは            | 松木ひろし          | 平山晃生 | 西岡慶子、野村けい子、和田文夫                        |
| 12   | 12月19日       | すり変った見合写真            | 松木ひろし          | 平山晃生 | 有吉ひとみ、松川勉、山口譲                            |
| 13   | 12月26日       | 一日遅れのクリスマス?         | 松木ひろし          | 手銭弘喜 | 北川陽一郎、牧本奈美                                  |
| 14   | 1974年 1月2日  | 失礼しました!                 | 千野皓司 植木昌一郎 | 平山晃生 | 依田英助、水野哲、大村千吉                            |
| 15   | 1月9日         | 今年はライオンどし?           | 松木ひろし          | 小山幹夫 | 多々良純、うえずみのる、松尾文人、 車だん吉、岩だん吉 |
| 16   | 1月16日        | 舞い込んだ京女                | 窪田篤人            | 手銭弘喜 | 望月真理子                                            |
| 17   | 1月23日        | 母性本能刺激作戦              | 松木ひろし          | 平山晃生 | 徳光和夫、大泉滉、 梶哲也、山田由美子                 |
| 18   | 1月30日        | さよなら、先生!               | 松木ひろし          | 千野皓司 | 根本志津子、和田まゆみ、加藤美津子                    |
| 19   | 2月6日         | 逃がした魚は…                 | 窪田篤人            | 手銭弘喜 | 夏夕介、小浅初江                                      |
| 20   | 2月13日        | もてないね?                   | 千野皓司 植木昌一郎 | 小山幹夫 | 倉石功、新村礼子、 藤井多重子                         |
| 21   | 2月20日        | 夢みる乙女?                   | 松木ひろし          | 平山晃生 | 岡田眞澄、高林由紀子、 阿部寿美子、黒沢洋子           |
| 22   | 2月27日        | 興奮しちゃった!               | 松木ひろし          | 平山晃生 | 幸田宗丸、神山卓三、小沢幹雄                          |
| 23   | 3月6日         | 末は大物?                     | 植木昌一郎          | 手銭弘喜 | 竹下景子、根岸明美、桂島由季                          |
| 24   | 3月13日        | 鬼千匹                        | 千野皓司 植木昌一郎 | 手銭弘喜 | キャシー中島、 玉川昭二、小園蓉子                     |
| 25   | 3月20日        | やっちゃった!?                | 松木ひろし          | 千野皓司 | 沢まき子                                              |
| 26   | 3月27日        | あなたも変る?                 | 松木ひろし          | 千野皓司 | 石原ちづる、渋谷さだ子                                |

## エピソード
- 第1作『おひかえあそばせ』との違いは、姉妹が六姉妹から五姉妹に変更されていることであり、父親役の大坂志郎および長女役の冨士眞奈美は、同作に引き続き同じ役柄の出演である。ただし、専業主婦から、婚約者はいるが結婚前の看護婦であるなど、冨士の役柄設定に若干の修正が加えられている。
- 第23話の劇中のテレビ番組として『ファイヤーマン』第16話[2]の場面が映しだされている。